# Färöarnas damlandslag i volleyboll
Färöarnas damlandslag i volleyboll representerar Färöarna i volleyboll på damsidan. Laget har deltagit i europamästerskapet för små nationer och nordiska mästerskapet. De vann sin första tävlingsmatch utanför europmästerskapet för små nationer då de vann över Georgien vid European Silver League 2023.

### Fotnoter
1. 1 2 3  ”Resultater Nordisk Mesterskap kvinner” (på norska). Norges Volleyballforbund. https://archive.is/20120525164206/http://www.volleyball.no/Volleyball/Sider/NVBF0311ResultaterNordiskMesterskapkvinner.aspx#selection-1479.12-1479.38. Läst 21 mars 2023.
2. ↑  ”2000/2001 Senior European Championships” (på engelska). Confédération Européenne de Volleyball. https://www-old.cev.eu/Competition-Area/competition.aspx?ID=51&PID=-2. Läst 22 oktober 2023.
3. ↑  ”2004/2005 European Championships - Category C” (på engelska). Confédération Européenne de Volleyball. https://www-old.cev.eu/Competition-Area/Competition.aspx?ID=144&PID=333. Läst 25 mars 2023.
4. ↑  ”Competition Final Standing” (på engelska). Confédération Européenne de Volleyball. https://www-old.cev.eu/Competition-Area/Competition.aspx?ID=197&PID=-2. Läst 21 oktober 2023.
5. ↑  ”2009 European Championships” (på engelska). Confédération Européenne de Volleyball. https://www-old.cev.eu/Competition-Area/competition.aspx?ID=388&PID=-2. Läst 22 oktober 2023.
6. ↑  ”2011 CEV Volleyball European Championship” (på engelska). Confédération Européenne de Volleyball. https://www-old.cev.eu/Competition-Area/competition.aspx?ID=15&PID=-2. Läst 22 oktober 2023.
7. ↑  ”2013 CEV Volleyball European Championship” (på engelska). Confédération Européenne de Volleyball. https://www-old.cev.eu/Competition-Area/competition.aspx?ID=560&PID=-2. Läst 22 oktober 2023.
8. ↑  ”2015 CEV Volleyball European Championship - Women” (på engelska). Confédération Européenne de Volleyball. https://www-old.cev.eu/Competition-Area/competition.aspx?ID=701&PID=-2. Läst 26 mars 2023.
9. ↑  ”2017 CEV Volleyball European Championship Small Countries Division - Women” (på engelska). Confédération Européenne de Volleyball. https://www-old.cev.eu/Competition-Area/competition.aspx?ID=928&PID=-2. Läst 26 mars 2023.
10. ↑  ”CEV Volleyball European Silver League 2023  -  Women” (på engelska). Confédération Européenne de Volleyball. https://www-old.cev.eu/Competition-Area/competition.aspx?ID=1477&PID=-2. Läst 14 juli 2023.
11. ↑  ”CEV Volleyball European Silver League 2024  -  Women” (på engelska). Confédération Européenne de Volleyball. https://www.cev.eu/national-team/european-leagues/european-silver-league/women/2024/. Läst 20 juni 2024.
12. ↑  ”Faroese women claim historic victory on international stage” (på engelska). CEV. 1 juni 2023. https://www.cev.eu/articles/volleyball/faroese-women-claim-historic-victory-on-international-stage/. Läst 1 juni 2023.